# Anatolij Rozanow
Anatolij Władimirowicz Rozanow (ros. Анатолий Владимирович Розанов, ur. 28 listopada 1954 w Majkopie) – producent muzyczny, kompozytor, reżyser dźwiękowy zespołu Fristajł. 
Posiada średnie wykształcenie specjalistyczne, dyrygent (jak sam przyznaje - dla tytułu). Samouk, studiuje literaturę dotyczącą zapisu dźwięku. Od 1989 pracuje jako zawodowy inżynier dźwięku, kompozytor i producent.
Dyskografia - wszystkie utwory zespołu Fristajł; znaczna część albumu Swietłany Łazariewej, kilka piosenek Fieliksa Carikatiego. 
Czterokrotnie żonaty, z ostatnią żoną wziął ślub w 1994. Posiada synów Jurija, Władimira i Maksima oraz córkę Juliję.